# Newaygo (Michigan)
Newaygo – miasto w Stanach Zjednoczonych, w stanie Michigan, w hrabstwie Newaygo.